# Sampsigeramiden

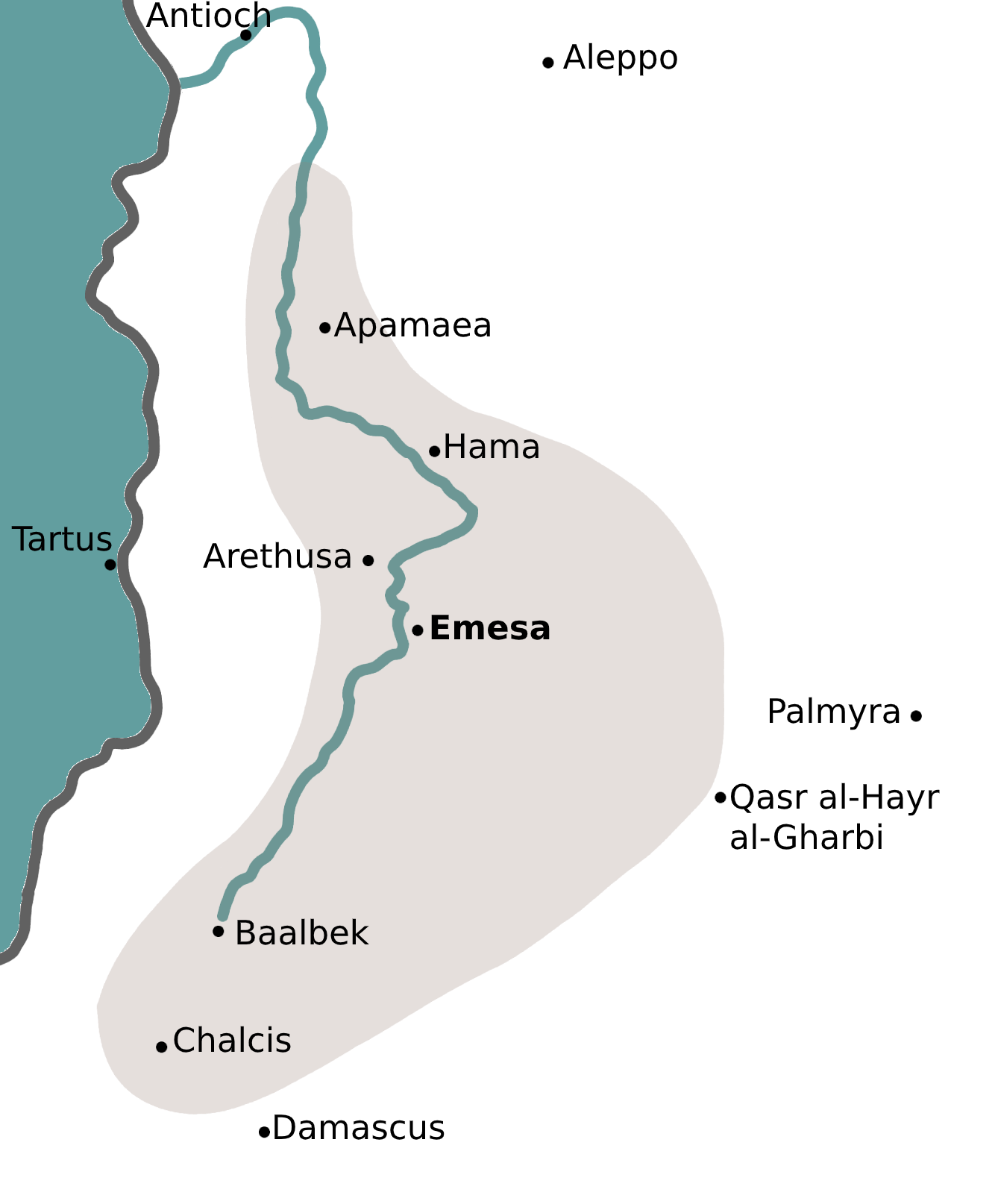
Das Reich der Dynastie in seiner größten territorialen Ausdehnung (nach Warwick Ball)

Die Sampsigeramiden waren eine römische Klienteldynastie, die ab dem 1. Jahrhundert v. Chr. als Herrscherhaus der Stadt Emesa (heute Homs) bezeugt ist und als solches dort bis in die 70er Jahre n. Chr. belegt ist. Ein früher Angehöriger der Familie könnte auch ein gewisser Iamblichos gewesen sein, bei dem Mitte der 140er Jahre v. Chr. der junge Seleukidenkönig Antiochos VI. in Arethusa (heute Rastan) für einige Zeit lebte.
Der Name der Dynastie leitet sich von Sampsigeramos I. ab, dem ersten nachweisbaren Familienmitglied in Emesa. Der Name Sampsigeramos (griechisch Σαµψιγέραµος) oder Samsigeramos (Σαµσιγέραµος) ist ein arabischer oder aramäischer Name (šmšgrm) und bedeutet „šamaš hat entschieden“.

## Mitglieder
- Sampsigeramos I.
- Iamblichos I.
- Alexandros
- Iamblichos II.
- Sampsigeramos II.
- Azizos
- Sohaemus
- Alexion

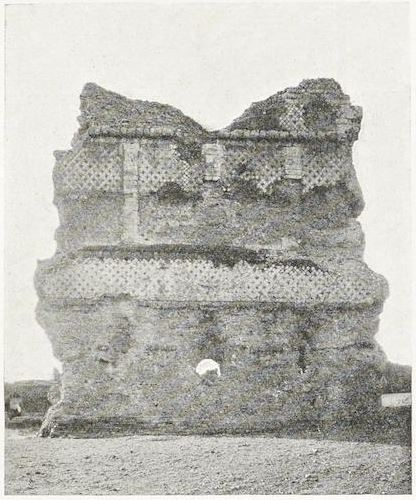
Das Grabmal des Sampsigeramos, 1907

Das Grabmal des Sampsigeramos wurde im Jahr 78/79 n. Chr. durch Gaius Iulius Sampsigeramos, wahrscheinlich ein Mitglied der Dynastie, errichtet.